# 雷迪克 (伊利諾伊州)
雷迪克（英語：Reddick）是位於美國伊利諾伊州坎卡基縣的一個村落。

## 地理
雷迪克的座標為41°05′51″N 88°14′56″W / 41.09750°N 88.24889°W，而該地最高點為海拔高度187米（即614英尺）。

## 人口
根據2010年美國人口普查的數據，雷迪克的面積為0.64平方千米，當中陸地面積為0.64平方千米，而水域面積為0.00平方千米。當地共有人口163人，而人口密度為每平方千米254人。